# バスケットボールインドネシア代表
バスケットボールインドネシア代表(Indonesia national basketball team)は、インドネシアバスケットボール連盟によって国際大会に派遣されるバスケットボールのナショナルチームである。

## 歴史
インドネシアバスケットボール連盟は1953年にFIBAに加盟。アジア選手権は1960年の第1回大会に出場し、1967年大会で歴代最高の4位となる。
2021年の東南アジア大会は全勝で初優勝した。
インドネシアは2023年FIBAバスケットボール・ワールドカップをフィリピン・日本と共同開催する予定だが、3カ国の内、インドネシアのみ開催国枠での出場を保証されていない。インドネシアへの開催国枠付与は、自国開催の2022年FIBA男子アジアカップでベスト8に入ることが条件となっている。

## 主な国際大会成績
- 夏季オリンピック
  - 出場なし
- FIBAワールドカップ
  - 出場なし
- FIBAアジアカップ
  - 4位：1967年
- アジア競技大会
  - 5位：1962年
- 東南アジアバスケットボール選手権
  - 優勝：1996年
- 東南アジア競技大会
  - 優勝：2021年